# Hendersonia rosae
Hendersonia rosae är en svampart som beskrevs av Westend. 1857. Hendersonia rosae ingår i släktet Hendersonia och familjen Phaeosphaeriaceae.   Inga underarter finns listade i Catalogue of Life.